# The Godfather (luchador)
Charles Wright (16 de mayo de 1961) es un empresario y luchador profesional retirado estadounidense. Es más conocido por su trabajo en la World Wrestling Federation bajo los nombres Kama Mustafá, The Godfather y Papa Shango. También fue jugador de fútbol americano en la Universidad de Nevada.
Tras dejar la lucha libre movió sus negocios a Las Vegas, donde dirigió varios table dances.

## Carrera

### World Wrestling Federation (1991-1993)
Después de un tiempo en Japón y en promociones independientes estadounidenses, Wright fue llevado a la World Wrestling Federation, por sugerencia de su amigo Mark Calaway. Al comienzo, Wright luchó en house shows como Sir Charles, un nombre tomado del suyo y del apodo del jugador de la NBA Charles Barkley. El gimmick no prosperó y fue retirado al poco tiempo.
En enero de 1992, Wright debutó en televisión como Papa Shango, un gimmick de brujo vudú basado en el Barón Samedi. Derrotando a Dale Wolfe el 8 de febrero en su primer combate, Shango llegaba al ring con una calavera humeante, una chistera, maquillaje blanco y un cetro; pudiendo controlar las luces del estadio, Shango realizaba fenómenos paranormales tales como hechizos vudú para atacar a sus oponentes. Papa Shango consiguió una gran popularidad al poco de su carrera, aumentándola cuando intervino en el combate de Hulk Hogan y Sid Justice en WrestleMania VIII; sin embargo, Ultimate Warrior intervino también en el combate y atacó a Shango, entrando ambos en un feudo. Poco más tarde, en SummerSlam, Shango derrotó a Tito Santana en un dark match. Luego Wright entró en Royal Rumble, pero fue eliminado por Ric Flair. Su última aparición fue en WrestleMania IX, donde fue derrotado por Tito Santana en un combate de venganza.

### Retorno a United States Wrestling Association (1993-1994)
Poco más tarde, Papa Shango fue enviado a la United States Wrestling Association, la cual se había convertido en territorio de desarrollo de la WWF. En ella, Shango ganó el Unified World Heavyweight Championship por segunda vez contra Jerry Lawler. Sin embargo, Wright sospechó que únicamente lo había ganado para complacer al público afroamericano, así que perdió el título contra Owen Hart, después de haberlo defendido contra él en King of the Ring. Poco después, Wright volvió a la WWF.

### World Wrestling Federation (1995-1996)
Wright volvió en 1995 a la WWF con el nuevo gimmick de Kama, un luchador de shootfighting apodado "The Supreme Fighting Machine". Kama se unió a la Million Dollar Corporation dirigida por Ted DiBiase, la cual estaba en un feudo con The Undertaker. En WrestleMania XI, Kama robó la urna de la que se decía que poseía el poder de Undertaker para fundirla en un collar poco después. Comenzando un feudo individual con Undertaker, se enfrentó a él en In Your House 1: Premiere en un dark match, pero perdió. Después, en King of the Ring, Kama llegó a la segunda ronda, siendo eliminado en ella por Mabel. En los siguientes eventos, In Your House 2:The Lumberjacks y SummerSlam, Kama volvió a enfrentarse a Undertaker en sendos Casket Matches, pero siendo derrotado en ambos y recuperando Undertaker el collar. Mucho más tarde, en Royal Rumble, Wright entró el número 23, pero fue eliminado por Diesel. Poco después, Wright dejó la compañía.

### Retorno a World Wrestling Federation / Enteirtainment (1997-2002)

#### 1997-1999

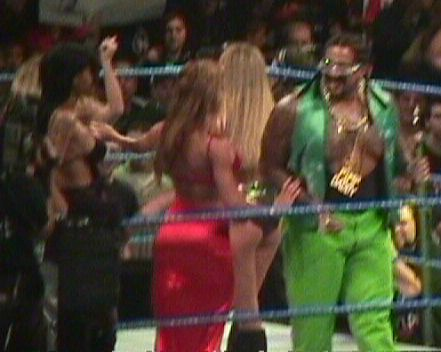
Wright y las hos en 1999.

Wright retornó a la WWF en 1997 pensando en volver a su viejo gimnick de Papa Shango, pero el plan no se llevó a cabo por la inserción en TV de otro personaje sobrenatural, Kane. Por ello, Wright debutó como Kama Mustafa, un miembro del stable Nation of Domination, que se hallaba en un feudo con Disciples of Apocalypse y Los Boricuas. Tras ello, entraron en un feudo con The Legion of Doom, a la que Nation derrotó en Bad Blood; Legion of Doom se vengaría en Survivor Series (1997), derrotando a Nation of Domination. En la mitad de 1998 The Rock tomó el mando de la Nation, y Kama fue rebautizado como The Godfather. En ese año compitió en WWF Brawl for All en un combate de boxeo / shoot fighting, ganado por Bart Gunn. 
Nation of Domination desapareció en octubre de 1998 cuando Mark Henry atacó a The Rock. Luego de eso Wright pudo perfeccionar su nueva personalidad de "The Godfather", un personaje siempre rodeado de "hos", chicas de clubs de alterne locales, a las que usaba a veces para distraer al oponente o para "cederle sus servicios" si este perdía. Consiguió el WWF Intercontinental Championship en abril de 1999; se suponía que debía apostarlo contra Owen Hart, pero este murió antes del combate. Tras un tiempo, Godfather perdió el título ante Jeff Jarrett. Tras ello, comenzó  a hacer equipo con el actor pornográfico Val Venis, un dúo que fue llamado "Supply & Demand". En In Your House 26: Rock Bottom, el equipo se enfrentó a Mark Henry & D'Lo Brown, pero perdieron. Poco más tarde, Godfather y Venis entraron en un breve feudo con The Pierced Pals (Droz, Albert & Key), en el que Key debutó atacando a Godfather. Días más tarde, el feudo finalizó.
Acabada su alianza con Venis, entró en un feudo con Mideon & Viscera, sufriendo derrotas contra ellos hasta que consiguió la ayuda de "Sexual Chocolate" Mark Henry, otro luchador de gimnick sexualmente cargado; sin embargo, el equipo duró poco, ya que Henry le traicionó a favor de Viscera, formando una también efímera alianza con él. En Survivor Series, Godfather participó en un Tradicional Survivor Series match, formando parte del Team Headbangers y logrando la victoria junto a D'Lo Brown. Tras ello, el equipo de Godfather y Mark Henry se rehízo, compitiendo en Armageddon en una Battle Royal por parejas por una oportunidad por los Campeonatos en Parejas de la WWF, pero no lo lograron. Más tarde, Godfather comenzó un tag team más estable con D'Lo Brown, que parodiaba la forma de vestir y el gimnick de Wright.

#### 2000-2001
Godfather siguió haciendo equipo con D'Lo Brown un tiempo más, hasta que el equipo se separó cuando D'Lo atacó a Godfather.
Tras un particularmente sugerente segmento en SmackDown!, Wright llamó la atención de Parents Television Council (PTC) que reclamó que la WWF y su programación era inapropiada para todos los públicos. Una de las quejas de la PTC era el gimnick de proxeneta de Wright y durante las controversias resultantes la WWF comenzó a imponer mayores restricciones sobre lo que podían decir o no y eso minó su popularidad. Debido a ello, Godfather se vio obligado a bajar de tono.
Con la WWF en general herida por la atención de la PTC, decidieron burlarse de la denuncia y Wright propiso crear Right to Censor, un stable conservacionista que ridiculizaba la PTC. Estaba liderado por Steven Richards, que comenzó a reclutar a diversos luchadores, entre los que se hallaba Godfather, que cambió su nombre a The Goodfather tras perder en un combate contra Bull Buchanan en el que se estipuló que debería dejar su gimmick. Luego comenzó a hacer equipo con él, ganando el World Tag Team Championship. Right to Censor se desbandó en 2001 con la Invasión.
Después de unos meses de inactividad, Godfather volvió clamando ser "legítimo" y formando una agencia de compañía; duró unos meses, pero nunca cuajó tanto como el original. Poco después de la separación de marcas fue enviado a SmackDown, donde se volvió heel y se enfeudó con Val Venis por poco tiempo (en una historia donde reconocía estar censurado y a causa de ello impopular).

El auténtico Godfather hizo dos apariciones finales, con su séquito de Hos: cuando interrumpió el matrimonio igualitario de Billy and Chuck en septiembre de 2002, donde dijo que todo era una farsa para atraer la atención; y cuando apareció el mes siguiente en Monday Night Raw durante el evento Raw Roulette, donde ofreció al ganador del combate entre Jerry Lawler y Steven Richards una noche con sus Hos.

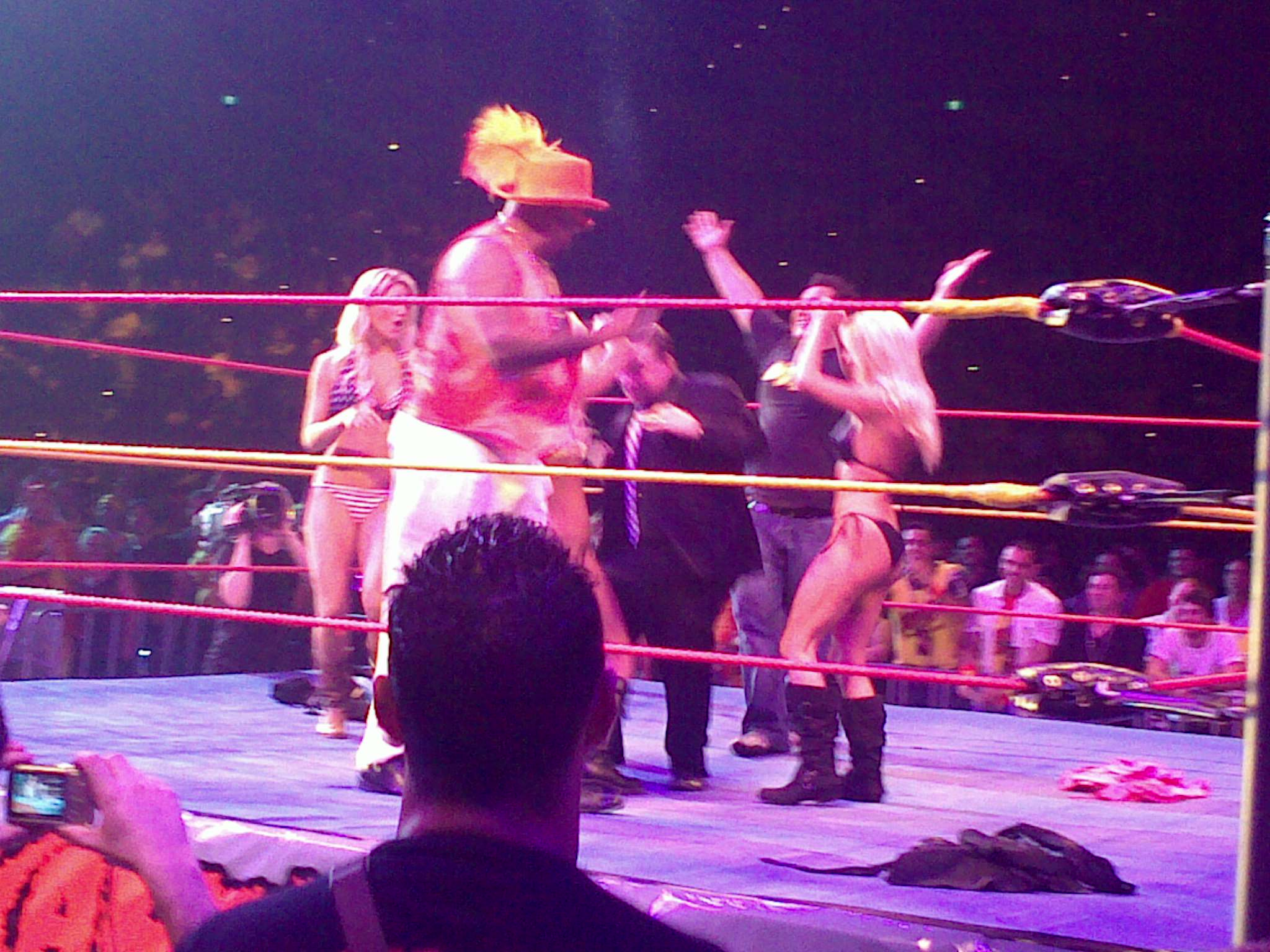
The Godfather bailando con las hos y su oponente tras un combate en Hulkmania Tour en 2009.

Wright fue liberado por la WWE en diciembre de 2002 y se retiró de la lucha libre, volviendo a Las Vegas para dirigir un Cheetah's, un club de caballeros.

### Retiro y apariciones esporádicas (2002-2016)
Tras su retiro en 2002, siguió haciendo apariciones esporádicas como The Godfather. Una fue en la boda de Theodore Long, donde intentó convencerle para que no se casara. En 2013, apareció en Royal Rumble, siendo eliminado a los cinco segundos por Dolph Ziggler.
El 22 de febrero de 2016, fue anunciado como parte del WWE Hall Of Fame, después de Sting. Wright declaró en una entrevista para Bleacher Report: "No puedo esperar a ver a los aficionados y expresarles toda mi gratitud. No se olvidan de mi. Aprecio de verdad a los aficionados y a WWE por todo lo que ha hecho por mi. Es un gran honor. Nunca pensé que formaría parte del Salón de la Fama. Esto queda para la eternidad".
Finalmente, fue inducido por A.P.A (JBL & Ron Simmons).
En el 2018, es invitado a participar del aniversario número 25 del programa RAW, donde aparece en una sección junto a Mark Henry. Mark le pregunta por la mujer que lo acompaña intentando seducirla a lo que Wright le menciona que es su esposa.

## Campeonatos y logros
- United States Wrestling Association
  - USWA Unified World Heavyweight Championship (2 veces)

- World Wrestling Federation
  - WWF Intercontinental Championship (1 vez)
  - WWF Tag Team Championship (1 vez) – con Bull Buchanan
  - WWE Hall of Fame (Clase de 2016)

- Pro Wrestling Illustrated
  - Situado en el Nº194 de los PWI 500 de 1991[11]
  - Situado en el Nº69 de los PWI 500 de 1992[12]
  - Situado en el Nº164 en los PWI 500 de 1993[13]
  - Situado en el Nº266 en los PWI 500 de 1994[14]
  - Situado en el Nº65 en los PWI 500 de 1995[15]
  - Situado en el Nº191 en los PWI 500 de 1996[16]
  - Situado en el Nº156 en los PWI 500 de 1997[17]
  - Situado en el Nº209 en los PWI 500 de 1998[18]
  - Situado en el Nº61 en los PWI 500 de 1999[19]
  - Situado en el Nº69 en los PWI 500 del 2000[20]
  - Situado en el Nº90 en los PWI 500 del 2001[21]
  - Situado en el Nº202 en los PWI 500 de 2002[22]
  - Situado en el Nº353 dentro de los mejores 500 luchadores de la historia-PWI Years 2003[23]
- Wrestling Observer Newsletter
  - WON Peor personaje - 1992, Sultán del vudú
  - WON Peor feudo del año - 1992, vs. The Ultimate Warrior
  - WON Luchador más vergonzoso - 1992